# Tigoa
Tigoa (psáno též Tingoa) je hlavním městem provincie Rennell a Bellona na Šalomounových ostrovech. Nachází se na západě ve vnitrozemí ostrova Rennell, v nadmořské výšce přibližně 18 m. K městu patří též letiště Rennell-Tigoa, jediné na ostrově Rennell a jedno ze dvou v provincii. V roce 2013 měla obec 613 obyvatel.